# Витали, Джованни Батиста
Джованни Батиста Витали (итал. Giovanni Battista Vitali; 18 февраля 1632, Болонья — 12 октября 1692, там же) — итальянский композитор, писавший преимущественно камерную музыку для струнных.

## Биография и творчество
Согласно большинству источников, Джованни Батиста Витали родился в 1632 году в Болонье и умер там же в 1692 году. Однако в некоторых источниках указывается, что он родился около 1644 года в Кремоне, а умер в 1692 году в Модене.
Учителем Витали был Маурицио Каццати. Свою музыкальную карьеру он начал в болонской Базилике Сан-Петронио, где был альтистом с 1667 года (согласно другим источникам — виолончелистом с 1658 года). В 1672 или 1674 году стал вторым капельмейстером придворной герцогской капеллы в Модене; в 1684 году — первым капельмейстером.
С 1666 по 1692 год в Болонье были опубликованы 14 сборников произведений Витали. Десять содержали инструментальные ансамблевые произведения, два — церковные гимны и псалмы. Композитор, писавший преимущественно в светских жанрах, тщательно разрабатывал танцевальные формы; кроме того, он внёс большой вклад в становление жанра барочной сонаты.
При жизни Джованни Батиста Витали пользовался широкой известностью. Его сын Томазо Антонио (1663—1745) также стал композитором. Ещё один сын, Антонио (1690—1768), был скрипачом при дворе Эсте.